# North East Bedfordshire
Circonscription parlementaire de la Chambre des communes
La circonscription de North East Bedfordshire  est une circonscription électorale anglaise située dans le Bedfordshire et représentée à la Chambre des communes du Parlement britannique.

## Géographie
La circonscription comprend :
- Les villes de Biggleswade et Sandy

## Députés
Les Members of Parliament (MPs) de la circonscription sont :
| Législature                                                             | Années       | Député         | Député         | Parti        |
| ----------------------------------------------------------------------- | ------------ | -------------- | -------------- | ------------ |
| North East Bedfordshire issue de Mid Bedfordshire et North Bedfordshire |              |                |                |              |
| 52e                                                                     | 1997–2001    |                | Nicholas Lyell | Conservateur |
| 53e                                                                     | 2001–2005    | Alistair Burt  |                | Conservateur |
| 54e                                                                     | 2005–2010    | Alistair Burt  |                | Conservateur |
| 55e                                                                     | 2010–2015    | Alistair Burt  |                | Conservateur |
| 56e                                                                     | 2015–2017    | Alistair Burt  |                | Conservateur |
| 57e                                                                     | 2017–2019    | Alistair Burt  |                | Conservateur |
| 58e                                                                     | 2019–Présent | Richard Fuller |                | Conservateur |

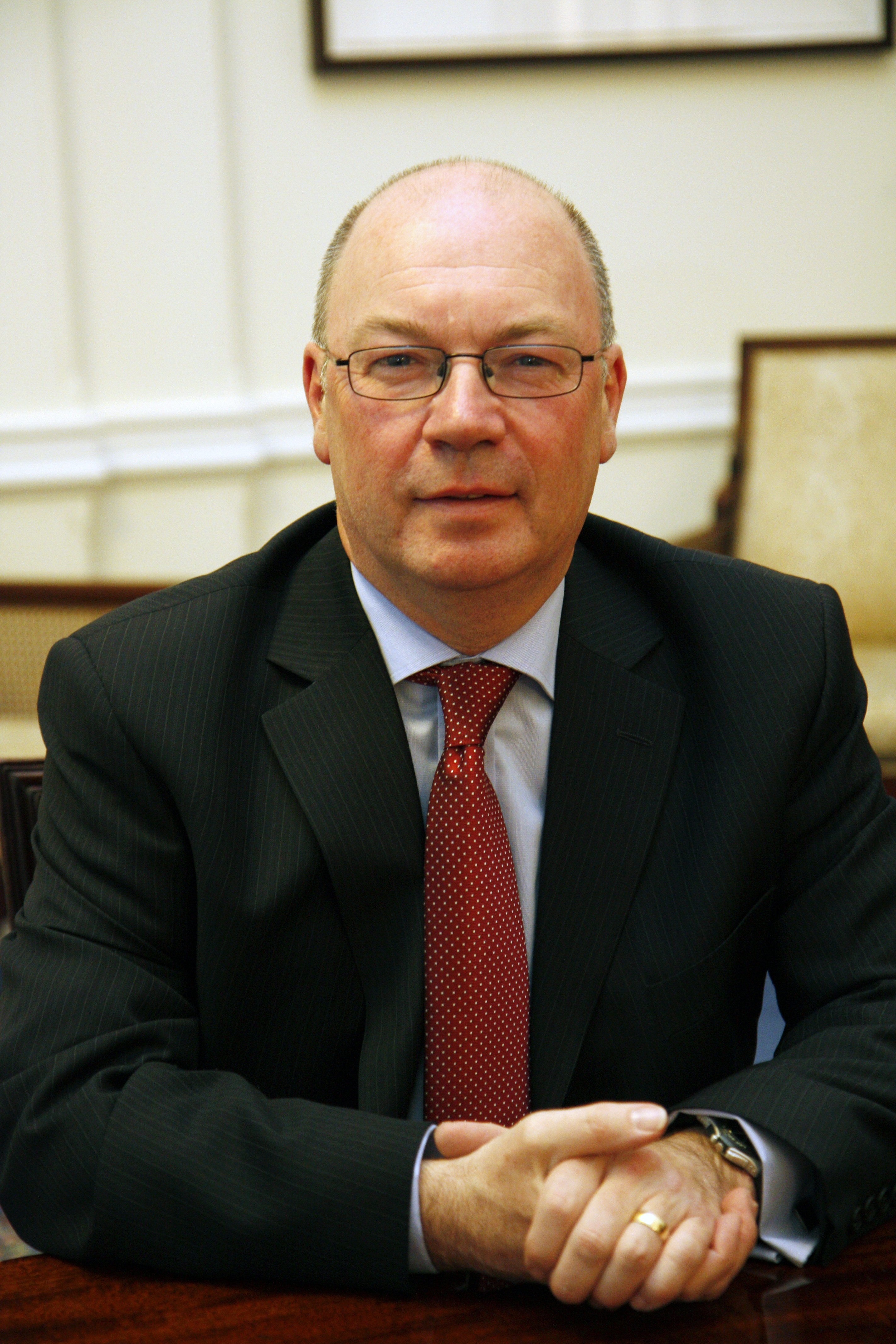
Alistair Burt (2001-2019)